# Pieter van de Stadt
P.H. (Pieter) van de Stadt (Amsterdam, 7 november 1968) is een Nederlands ambtenaar, politicus en bestuurder. Hij is lid van de VVD. Sinds 1 maart 2025 is hij dijkgraaf van het hoogheemraadschap van Schieland en de Krimpenerwaard.  

## Biografie

### Opleiding en loopbaan
Van de Stadt studeerde van 1987 tot 1990 economie aan de Erasmus Universiteit Rotterdam (niet afgerond) en van 1992 tot 1997 geschiedenis aan de Universiteit van Amsterdam (doctoraal). Van 2000 tot 2006 was hij beleidsmedewerker buitenlandse zaken, Europese zaken en energie bij de VVD-Tweede Kamerfractie en in 2004 was hij assistent interne markt en belastingen in het kabinet van Eurocommissaris Frits Bolkestein.

### Politieke loopbaan
Van de Stadt was namens de VVD van 2002 tot 2006 gemeenteraadslid en van 2006 tot 2015 wethouder van Heemstede. In zijn portefeuille had hij financiën, verkeer, openbare ruimte, groen, volkshuisvesting, ruimtelijke ordening, bouwkunde, sociale zaken en economische zaken. Van 28 november 2009 tot 25 mei 2013 was hij als internationaal secretaris hoofdbestuurslid van de VVD.
Op 14 september 2015 werd Van de Stadt burgemeester van Lansingerland. Hij kreeg in zijn portefeuille openbare orde/veiligheid, ondermijning, kabinetszaken, representatie, regionale samenwerking en integriteit/discriminatie. Op 27 november 2024 werd hij door het algemeen bestuur van het hoogheemraadschap van Schieland en de Krimpenerwaard aanbevolen als nieuwe dijkgraaf. Hij begon op 1 maart 2025.

### Persoonlijk
Van de Stadt is gehuwd en heeft vier kinderen.